# Thaleropis
Thaleropis is een geslacht van vlinders uit de familie Nymphalidae.

## Soorten
- Thaleropis ammonia Herrich-Schäffer, 1851
- Thaleropis ionia Fischer von Waldheim & Eversmann, 1851
- Thaleropis jonina Kind, 1856